# Patissa stenopteralis
Patissa stenopteralis là một loài bướm đêm trong họ Crambidae.